# Atarba iyouta
Atarba iyouta là một loài ruồi trong họ Limoniidae. Chúng phân bố ở miền Australasia.